# Daniel Dingle
Daniel Percy Dingle (El Bronx, Nueva York, 14 de febrero de 1994) es un baloncestista estadounidense que actualmente juega en Pioneros de Los Mochis del CIBACOPA mexicano. Con 2,01 metros de estatura, juega en la posición de alero. 

## Trayectoria deportiva

### Universidad
Jugó cinco temporadas con los Owls de la Universidad de Temple, en las que promedió 12,6 puntos, 4,5 rebotes y 1,8 asistencias por partido. En su segunda temporada, tras diez partidos disuptados sufrió una grave lesión en el menisco de la rodilla derecha que le hizo perderse el resto de la temporada, facilitando así que hubiera una quinta temporada en su ciclo universitario.

### Profesional
Tras no ser elegido en el Draft de la NBA de 2017, sí lo fue en la sexta posición de la segunda ronda del Draft de la NBA G League por los Greensboro Swarm, equipo que finalmente no contó con él, siendo repescado por los Maine Red Claws en el mes de noviembre. Jugó una temporada saliendo desde el banquillo, en la que promedió 2,9 puntos y 1,4 rebotes por partido.
La temporada siguiente marchó a la NBL Canadá, firmando primero con los Saint John Riptide, con los que jugó 29 partidos, promediando 8,9 puntos y 3,2 rebotes, y terminando la temporada en los Island Storm, con unos promedios de 5,8 puntos y 2,4 rebotes.
Comenzó la temporada 2019-20 fichando por el Club Atlético Atenas de la Liga Uruguaya de Básquetbol, donde disputó once partidos, promediando 17,8 puntos y 6,0 rebotes. En enero de 2020 fichó por el Club Atlético Platense de la Liga A argentina para reemplazar temporalmente al lesionado Sebastián Morales. Jugó ocho partidos, promediando 8,2 puntos y 2,6 rebotes, siendo despedido en el mes de marzo.